# Троицкий, Николай Яковлевич
Николай Яковлевич Троицкий — советский хозяйственный, государственный и политический деятель.

## Биография
Родился в 1922 году в Твери. Член КПСС.
Окончил ВПШ при ЦК КПСС.
Участник Великой Отечественной войны
До 1945 — учитель в школе города Тайги, инструктор Тайгинского горкома ВКП(б).
В 1945—1959 — первый секретарь Тайгинского горкома ВЛКСМ, секретарь Кемеровского обкома ВЛКСМ, главный редактор газеты «Комсомолец Кузбасса», заместитель заведующего отделом агитации и пропаганды Кемеровского обкома КПСС.
В 1959—1969 — главный редактор газеты «Кузбасс».
В 1969—1989 — ответственный секретарь, заместитель, первый заместитель главного редактора газеты «Социалистическая индустрия».
Умер в Москве в 2009 году.

## Награды
- Орден Отечественной войны I степени (11.03.1985)
- Орден Трудового Красного Знамени (20.09.1966)
- Орден Дружбы народов (29.01.1982)
- Орден Знак Почёта (19.08.1976)